# 美飞蛾藤
美飞蛾藤（学名：Porana spectabilis）为旋花科飞蛾藤属的植物。分布在马来半岛、印度、老挝、越南、缅甸以及中国大陆的广东、广西、云南等地，生长于海拔620米至800米的地区，多生长于沟谷或山坡，目前尚未由人工引种栽培。
其种加词“spectabilis”意为“显著的”，“引人注目的”。